# Dromiacea
Die Dromiacea sind eine Gruppe (auch als Section bezeichnet) der Krabben. Sie enthält mit den Homolodromioidea und den Dromioidea zwei Überfamilien nach der klassischen Überfamilien-Familien-Systematik. Sie wurden als Teilgruppe der Podotremata angesehen, dieses Taxon wurde aber wegen der Paraphylie aufgegeben. Das folgende Kladogramm zeigt die Verwandtschaftsverhältnisse innerhalb der Krabben:
|  | Raninoida       |
|  |                 |
|  | Cyclodorippoida |
|  |                 |

|  | Heterotremata  |
|  |                |
|  | Thoracotremata |
|  |                |

|  | Raninoida       |
|  |                 |
|  | Cyclodorippoida |
|  |                 |

|  | Heterotremata  |
|  |                |
|  | Thoracotremata |
|  |                |

|  | Raninoida       |
|  |                 |
|  | Cyclodorippoida |
|  |                 |

|  | Heterotremata  |
|  |                |
|  | Thoracotremata |
|  |                |

|  | Raninoida       |
|  |                 |
|  | Cyclodorippoida |
|  |                 |

|  | Heterotremata  |
|  |                |
|  | Thoracotremata |
|  |                |

## Merkmale
Bei den Dromiacea sind, wie bei den Cyclodorippoida, die beiden letzten Schreitbeinpaare verkleinert und werden rückenseitig getragen. Sie dienen bei den Schwammkrabben wie bei den Cyclodorippoida zum Tragen von Objekten, für andere Dromiacea ist dies aber nicht dokumentiert. Der Carapax ist breiter als lang. Das dritte Maxilliped ist deckel- oder fußförmig. Prodopus und Dactylus der Pereopoden 2–5 sind zylindrisch oder leicht zusammengedrückt, aber nie flach. Die Pereopoden 4 und 5 sind annähernd zylindrisch und schlank, die letzte oder die letzte und vorletzte tragen eine Subchela. Die Geschlechtsöffnungen (Gonoporen) liegen bei beiden Geschlechtern coxal.